# ناحیه رانتول، شهرستان شمپین، ایلینوی
ناحیه رانتول، شهرستان شمپین، ایلینوی (به انگلیسی: Rantoul Township) یک منطقهٔ مسکونی در ایالات متحده آمریکا است که در شهرستان شمپین، ایلینوی واقع شده‌است. ناحیه رانتول ۱۱٬۲۷۳ نفر جمعیت دارد و ۲۲۲ متر بالاتر از سطح دریا واقع شده‌است.